# Pleasant View (Tennessee)
Pleasant View – miasto w Stanach Zjednoczonych, w stanie Tennessee, w hrabstwie Cheatham.